# Paul Féval padre
Paul Henri Corentin Féval (Rennes, 29 de septiembre de 1816 - París, 8 de marzo de 1887) fue un escritor francés. Especialista en la novela de folletines, llegó a competir en popularidad con los grandes folletinistas de su época como Alejandro Dumas y Eugène Sue.

## Biografía
Paul Féval nació y se educó en la Región de Bretaña, cosa que influyó mucho en su obra literaria posterior: aunque nunca fue un recopilador de cuentos tradicionales, sí estuvo influido por los cuentos y leyendas tradicionales del folclore de su región natal, en donde además localizaría muchas de sus narraciones.
En su juventud estudió leyes, pero pronto dejó de interesarle el derecho, y se marchó a París en 1836. Una vez asentado en París comienza a publicar sus folletines y en 1841 aparece su primera novela, El club de las focas, editada por entregas en la Revue de Paris. Al año siguiente aparece Rollan Pie de hierro y en 1843 se editan otras dos novelas, Los caballeros del firmamento y El Lobo Blanco, cuyo título hace referencia a la identidad secreta de un héroe albino: el protagonista es uno de los primeros héroes literarios que recurren al cambio de identidad para hacer justicia, convirtiéndose así en un auténtico precursor de El Zorro creado por Johnston McCulley y otros superhéroes venideros.
En 1844, aprovechando el éxito obtenido por Eugene Sue con su Los misterios de París, publica Los misterios de Londres. La novela se convierte en el primer gran éxito de Féval, que lo sitúa para sus contemporáneos a la altura del mencionado Sue y de Alejandro Dumas padre. Protagonizada por el irlandés Fergus O'Breane en busca de venganza, la novela recuerda en ciertos aspectos al Conde de Montecristo que publicará Dumas al año siguiente.
Tras este éxito, Féval busca dejar la literatura popular para buscar el reconocimiento por parte de un público más culto. Así en 1853 publica una obra satírica Le tueur de Tigres, pero como esta no consigue el reconocimiento que esperaba, vuelve al folletín con La Loba, una secuela del antes mencionado el Lobo Blanco, y en 1856 publica Los hombres de hierro.
En 1857, Féval publicará la que será su novela más famosa, El jorobado que se publicó en tres partes, El juramento de Lagardère, Aurora de Nevers, y El Jorobado. El protagonista no es otro que Henri Lagardère, famoso espadachín y hábil a la hora de disfrazarse cuya identidad secreta da título al libro. La frase, «si tú no vas a Lagardère, Lagardère irá por ti», se hizo famosa en Francia.
El mismo año de El Jorobado, Féval regresa a la novela de misterio que tanto éxito le dio con Los misterios de Londres y publica Los compañeros del silencio. En 1862 y dentro del mismo género publicó Jean Diable, donde creaba al primer investigador moderno aparecido dentro de la literatura. El nombre de esta novela le sirvió para bautizar la revista que fundaría al año siguiente, y donde además de él publicarían otros importantes escritores folletinescos como Émile Gaboriau.
En 1863 se embarcó en su proyecto más ambicioso, Los hábitos negros, una saga criminal a la que dedicaría los doce años siguientes y en la que además incluiría novelas de misterio y crimen suyas anteriores como Los misterios de Londres, Los compañeros del silencio y Jean Diable, entre otras. La saga quedaría interrumpida por la conversión al catolicismo del autor, que Féval contaría en su autobiografía Las etapas de una conversión.
Además fue uno de los iniciadores de la novela gótica, siguiendo los pasos de Anne Radcliffe y precediendo a Bram Stoker y su conde Drácula, ya que publicó, entre otras, La vampira (1865) y La ciudad vampiro.
De 1865 a 1868 y luego de 1874 a 1876, Paul Féval fue presidente de la sociedad de autores. También intentó ser miembro de la Academia Francesa presentando su candidatura durante los años de 1873 a 1875, pero la naturaleza de su obra y la de sus ideas políticas le impidieron conseguirlo.
Después de su conversión religiosa escribió también libros de temática religiosa.
Paul Féval tuvo un hijo que llevó su mismo nombre y que fue continuador de algunas de sus novelas. Ver Paul Féval hijo

## Obras
- 1841 Le Club des phoques (El club de las focas).
- 1842 Rollan Pied de Fer (Rollan Pie de hierro).
- 1843 Les Chevaliers du Firmament (Los caballeros del firmamento).
- 1843 Le Loup Blanc (El Lobo Blanco).
- 1844 Les mystères de Londres (Los misterios de Londres).
- 1845 Les amours de Paris (Los amores de París).
- 1846 Le fils du diable (La hija del destino).
- 1850 Bel Demonio.
- 1853 Le Tueur de Tigres (El asesino del tigre).
- 1855 La Louba, (La Loba).
- 1857   El jorobado (Enrique de Lagardere)
- 1856 L'Homme de Fer (El hombre de hierro).
- 1858 Le bosu (El jorobado).
- 1858 Les Compagnons du Silence (Los compañeros del silencio).
- 1859 Le roi des gueux (1859)
- 1862 Jean Diable (Juan el Diablo).
- El último superviviente.
- 1865 La vampira.
- 1867 La ciudad vampiro.
- 1877-1881 Les étapes d'une conversion (Las etapas de una conversión).
- 1877 ¡Jesuitas!
- La última noche.
- El cuarto de Cupido.
- El caballero de las tinieblas.
- " Fray Tranquilo. Imprenta y Librería Nacional y Extranjera de Hijos de Rodríguez. Valladolid. 1893

- Datos: Q472568
- Multimedia: Paul Féval (père) / Q472568